# Mala junta (pel·lícula)
Mala junta és una pel·lícula xilena dramàtica de 2016 dirigida per Claudia Huaiquimilla, produïda per Pablo Greene, Rebeca Gutiérrez Campos i Eduardo Villalobos, i rodada en la comunitat dels maputxes. Fou estrenada internacionalment al 28è Festival Internacional de Cinema de Palm Springs.
Ha estat guanyadora de més de 40 premis nacionals i internacionals, entre els quals destaquen el Gran Premi del Públic al 39è Festival de Cinema Llatinoamericà de Tolosa de Llenguadoc, al 17è aluCine Latin+Media Arts Festival (Canadà), en el 2n Festival Internacional de Cinema de Quito (l'Equador); el Premi Nous Camins en el 39è Festival Internacional del Nou Cinema Llatinoamericà de l'Havana (Cuba); i el premi a Millor Pel·lícula en el 24è Festival de Cinema de Valdivia (Xile), el 12è Festival de Cinema Tucumán (Argentina), el 12è Festival de Cinema de Jujuy (Argentina), i al 17è Festival Internacional de Cinema de Lebu (Xile), entre d'altres. Estrenada en cinemes comercials de Xile i França, i nominada a 2 Premis Platino del Cinema Iberoamericà.
El seu agent de vendes internacional és Alpha Violet.

## Sinopsi
Quan Tano torna a cometre un delicte és enviat a viure amb el seu pare al camp, on es fa amic d'un tímid jove maputxe anomenat Cheo. Un conflicte polític en el sector i les males relacions amb els seus pares, els desafien a enfrontar junts els prejudicis amb què carreguen en la seva ja complicada adolescència.

## Repartiment
- Andrew Bargsted com Tano.
- Eliseo Fernández com Cheo.
- Francisco Pérez-Bannen com Javier.
- Francisca Gavilán com Andrea.
- Ariel Mateluna com Pedro.
- Sebastián Ayala com Diego.
- Rosa Ramírez com Assistenta social.
- Alex Quevedo com Seba.
- Verónica Medel com Daniela.
- Sebastián Jaña com Alexis.

## Premis y nominacions
| Premi           | Categoria                                    | Receptor          | Resultat   | Ref(s) |
| --------------- | -------------------------------------------- | ----------------- | ---------- | ------ |
| Premis Caleuche | Millor actor protagonista en cinema          | Andrew Bargsted   | Nominat    | [ 5 ]  |
| Premis Caleuche | Millor actriu de suport en cinema            | Francisca Gavilán | Guanyadora | [ 5 ]  |
| Premis Platino  | Millor opera prima de ficció                 | Mala junta        | Nominada   | [ 6 ]  |
| Premis Platino  | Premi Platino en Cinema i Educació en Valors | Mala junta        | Nominada   | [ 6 ]  |